# サントランス＝カゾー
サントランス＝カゾー （Sainte-Aurence-Cazaux、ガスコーニュ語:Senta Aurensa e Casaus）は、フランス、オクシタニー地域圏、ジェール県のコミューン。

## 地理
サントランス＝カゾーの村落は県南部の標高の高い高原上にあり、オート＝ピレネー県に近く、バイゾル川岸沿いにある。ピレネー山脈の山並みが村落からくっきりと見える。
県道569号線が通り、県道211号線、141号線、226号線が境界を接している。村の近くを通る主要道2本は、県道2号線と939号線である。

## 歴史
この居住地の最初の名はサント＝ヴナンス（Sainte-Venance）であった。のち、およそ500年頃に殉教した聖オランスの名が付けられた。カステ（Castet）という場所にはモット・アンド・ベーリーがあり、10世紀終わりにオーシュの特許状台帳に記された、封建時代の城の基礎となった。この城は13世紀半ばに明らかに消滅している。アステラック伯がこの地域一体の唯一の領主であった。
1822年、カゾー＝セイヤン（Cazaux-Seillan）はサントランスと合併した。

## 人口統計
| 1962年 | 1968年 | 1975年 | 1982年 | 1990年 | 1999年 | 2006年 | 2011年 |
| ------ | ------ | ------ | ------ | ------ | ------ | ------ | ------ |
| 197    | 181    | 140    | 130    | 138    | 118    | 120    | 121    |

参照元:1999年までEHESS、2004年以降INSEE